# Lindfors, Karlstads kommun
Lindfors är en småort i Karlstads kommun i Nyeds socken, belägen omkring 35 kilometer nordost om Karlstad vid Bergslagsbanan och var även södra ändpunkten för Lindfors-Bosjöns Järnväg.
I Lindfors finns en före detta Folkets park, som under sin storhetstid gästats av band som The Boppers, Gyllene Tider och Noice. Parken grundades 1928. Jan Jörnmark har gjort ett besök och fotograferat i parken när den förfallit under många år.

## Idrott
Lindfors hade fram till början på 90-talet ett fotbollslag, Lindfors IF som spelade på idrottsplatsen i byn. Största meriten är en fjärdeplats i Division 6 Värmland Nordöstra 1980. Efter en sistaplats i Division 7 Värmland Östra 1992 la man ner. 

## Personer från orten
Trubaduren Gunde Johansson föddes i Lindfors år 1922.